# Levantamento de peso nos Jogos Pan-Americanos de 2011 - Até 62 kg masculino
A categoria até 62 kg masculino do levantamento de peso nos Jogos Pan-Americanos de 2011 foi disputada em 23 de outubro no Fórum de Halterofilismo com nove halterofilistas de seis países.

## Calendário
Horário local (UTC-6).
| Data          | Horário | Fase  |
| ------------- | ------- | ----- |
| 23 de outubro | 16:00   | Final |

## Medalhistas
| Ouro   | COL Óscar Figueroa |
| Prata  | VEN Jesús López    |
| Bronze | COL Diego Salazar  |

## Resultados
| Pos.              | Nome           | País                     | Grupo | Peso (kg) | Arranque (kg) | Arremesso (kg) | Total (kg) |
| ----------------- | -------------- | ------------------------ | ----- | --------- | ------------- | -------------- | ---------- |
| Medalha de ouro   | Óscar Figueroa | COL Colômbia             | A     | 61.85     | 137           | 175            | 312        |
| Medalha de prata  | Jesús López    | VEN Venezuela            | A     | 61.83     | 130           | 166            | 296        |
| Medalha de bronze | Diego Salazar  | COL Colômbia             | A     | 61.80     | 132           | 160            | 292        |
| 4                 | José Peguero   | DOM República Dominicana | A     | 61.85     | 124           | 140            | 264        |
| 5                 | Welinton Pec   | GUA Guatemala            | A     | 61.48     | 105           | 150            | 255        |
| 6                 | Miguel Cantún  | MEX México               | A     | 61.47     | 110           | 140            | 250        |
| 7                 | Alex Hernández | GUA Guatemala            | A     | 61.62     | 108           | 136            | 240        |
| 8                 | Mauro Acosta   | URU Uruguai              | A     | 61.17     | 86            | 124            | 210        |
| –                 | Ivis Araujo    | MEX México               | A     | 61.50     | 113           | –              | DNF        |